# Sekundærrute 567
De Sekundærrute 567 is een secundaire weg in Denemarken. De weg loopt van Løgstør via Sebbersund naar Nibe. De Sekundærrute 567 loopt door Noord-Jutland en is ongeveer 27 kilometer lang.